# Tectona Grandis (Amsterdam)
Tectona Grandis is een kunstwerk in Amsterdam Nieuw-West, De Aker. 
Het kunstwerk van de hand van Marinus Boezem bestaat uit 33 zogenaamde boomschijven van graniet. De vlakken zijn daarbij gepolijst en weerspiegelen de wolkenlucht (indien aanwezig), de randen zijn ruw. De titel verwijst naar de teakboom (Tectona grandis), die eenmaal gekapt tropisch hardhout oplevert. De 33 boomschijven van verschillende grootte liggen verspreid over het Ecuplein. In elke schijf is de naam van een boom gegrafeerd, zoals de namen Hevea brasiliensis, Fagus sylvatica en Castanea sativa.
De serie boomschijven is een voortzetting van een tweetal kunstwerken met dezelfde titel te Wageningen.

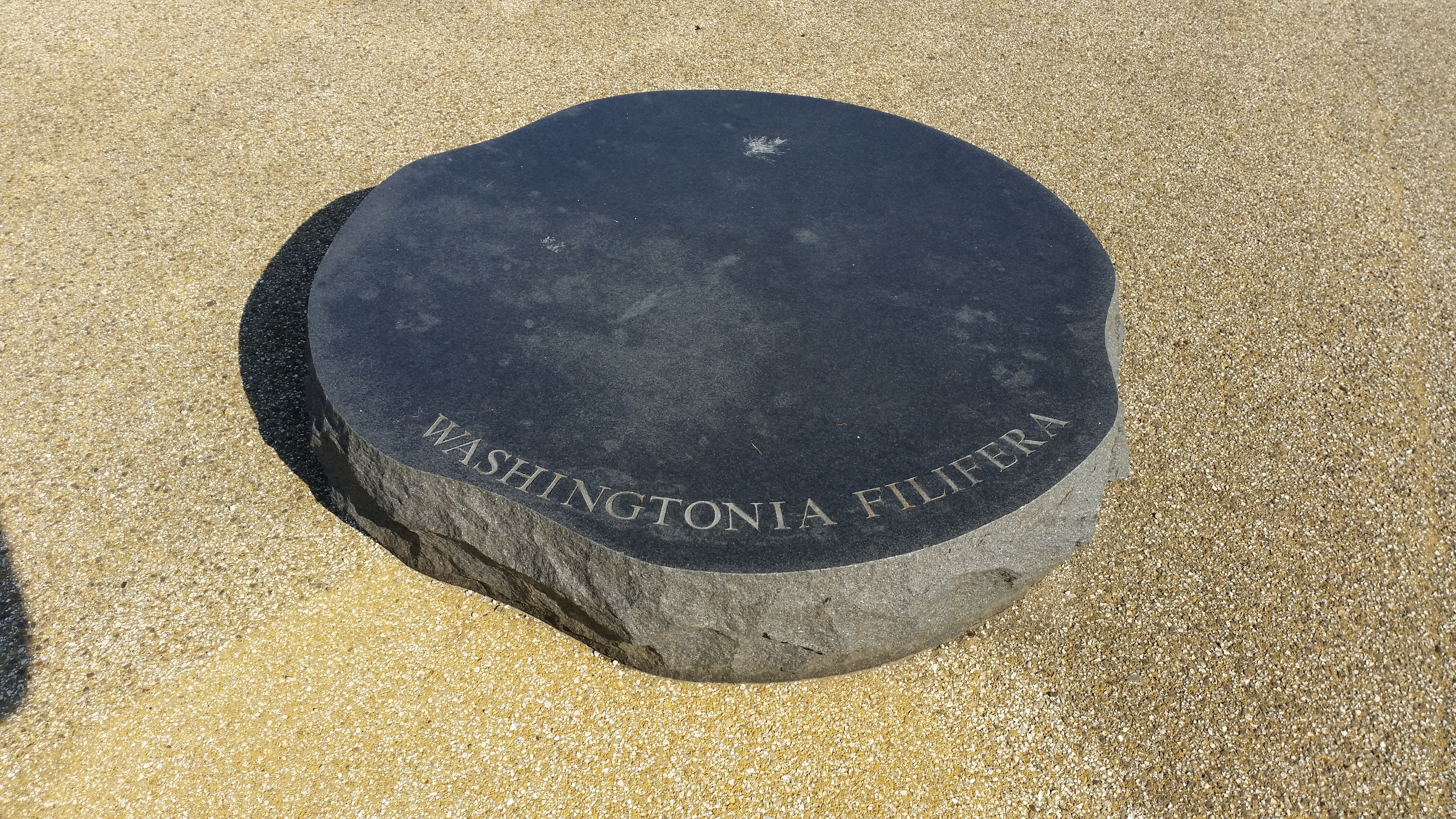
Boomschijf Washingtonia Filifera (september 2018)